# Roberto Barni
Roberto Barni (Pistoia, 30 settembre 1939) è un pittore e scultore italiano.

## Opere
Le sue opere sono collocate presso il Giardino di Daniel Spoerri a Seggiano, nel complesso del Cavallaccio RC10 a Firenze, in Piazzetta dell'Ortaggio a Pistoia, a Villa Celle presso Pistoia, e a Groningen, nei Paesi Bassi.
È stato annoverato tra gli esponenti del movimento pittura colta teorizzato dal critico Italo Mussa negli anni ottanta. 
Nel 1992-93 partecipò alla mostra The artist and the book in the twentieth century in Italy al Museum of modern art di New York, insieme ad artisti quali Giacomo Balla, Umberto Boccioni, Carlo Carrà, Giorgio de Chirico, Renato Guttuso, Filippo Tommaso Marinetti, Amedeo Modigliani, Emilio Vedova ed altri.
Al 2000 risale la collettiva Fermentazioni con Antonino Bove, Giuseppe Chiari, Omar Galliani e Marco Nereo Rotelli a cura di Giandomenico Semeraro presso il Palazzo Ducale di Lucca. In occasione è stato pubblicato un catalogo con testo critico di Giancarlo Politi.
Nel 2008 partecipò alla mostra "Estetika. Forma & segno. Da Renoir a de Chirico" ad Arona, dove erano presenti opere, fra gli altri, di Georges Braque, Mark Chagall, Carlo Carrà, Salvador Dalí, Giorgio de Chirico, Max Ernst, Joan Miró, Pablo Picasso, Arnaldo Pomodoro, Pierre-Auguste Renoir, Henri de Toulouse-Lautrec e Andy Warhol.
Nel 2015 partecipazione al piccolo formato promosso dal Archivio Carlo Palli con catalogo curato da  Laura Monaldi edito da Polistampa dal titolo "Vitamine" Tavolette energetiche con mostre dal medesimo titolo al Museo Novecento, Gamc Viareggio, Centro per l'arte contemporanea Luigi Pecci e nel 2016 Villa Caruso a lastraSigna, Bosco dei poeti Dolcè, Spazio d'arte Alberto Moretti/ schema Polis.